# Markus Seikola
Markus Seikola, född den 5 juni 1982 i Letala, är en finländsk ishockeyspelare som spelar högerback för HC TPS i FM-ligan.

## Extern länkar
- Spelarprofil på Elite Prospects